# Kaiten

En schematisk bild av en Kaiten typ 2.

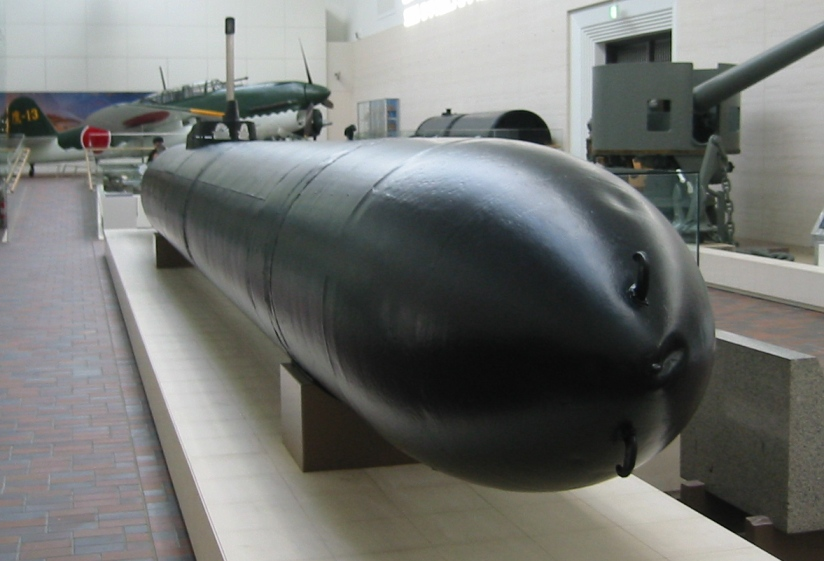
En Kaiten på Tokyo Yasukuni War Memorial Museum.

Kaiten var en serie japanska miniubåtar som användes i självmordsattacker mot den amerikanska flottan i slutfaserna av det andra världskriget.
Kaitenubåtar sänkte endast två amerikanska fartyg (ett tankfartyg USS Mississinewa och en eskortjagare) och i dessa attacker dog 162 sjömän. Miniubåtarna hade kort räckvidd och bars därför på däcket av en fullstor ubåt till närheten av målet. Denna transportmetod försämrade ubåtarnas dykförmåga och gjorde att de var tvungna att färdas relativt nära ytan. Detta gjorde dem sårbara för amerikanska flygplan och bidrog till att åtta av dem sänktes under kaitenanfall (600 japanska besättningsmän dog i dessa sänkningar). Över 100 kaitenpiloter dog i tjänst (varav ca 15 under träning). En typisk kaitenminiubåt styrdes av en besättningsman.